# Майдан (заповідне урочище)
Майда́н — заповідне урочище місцевого значення в Україні. Розташоване в межах Жовківського району Львівської області, на схід від села Майдан. 
Площа 17 га. Оголошена рішенням Львівської облради від 9.10.1984 року № 495. Перебуває у віданні Жовківського ДЛГ (В'язівське лісництво, кв. 44, вид. 3). 
Статус присвоєно з метою збереження цілісних ландшафтів і цінних високопродуктивних насаджень бука лісового, що на межі його ареалу. Урочище розташоване серед лісового масиву, на мальовничих пагорбах Розточчя.
- Неподалік розташоване заповідне урочище «Журі».

## Галерея

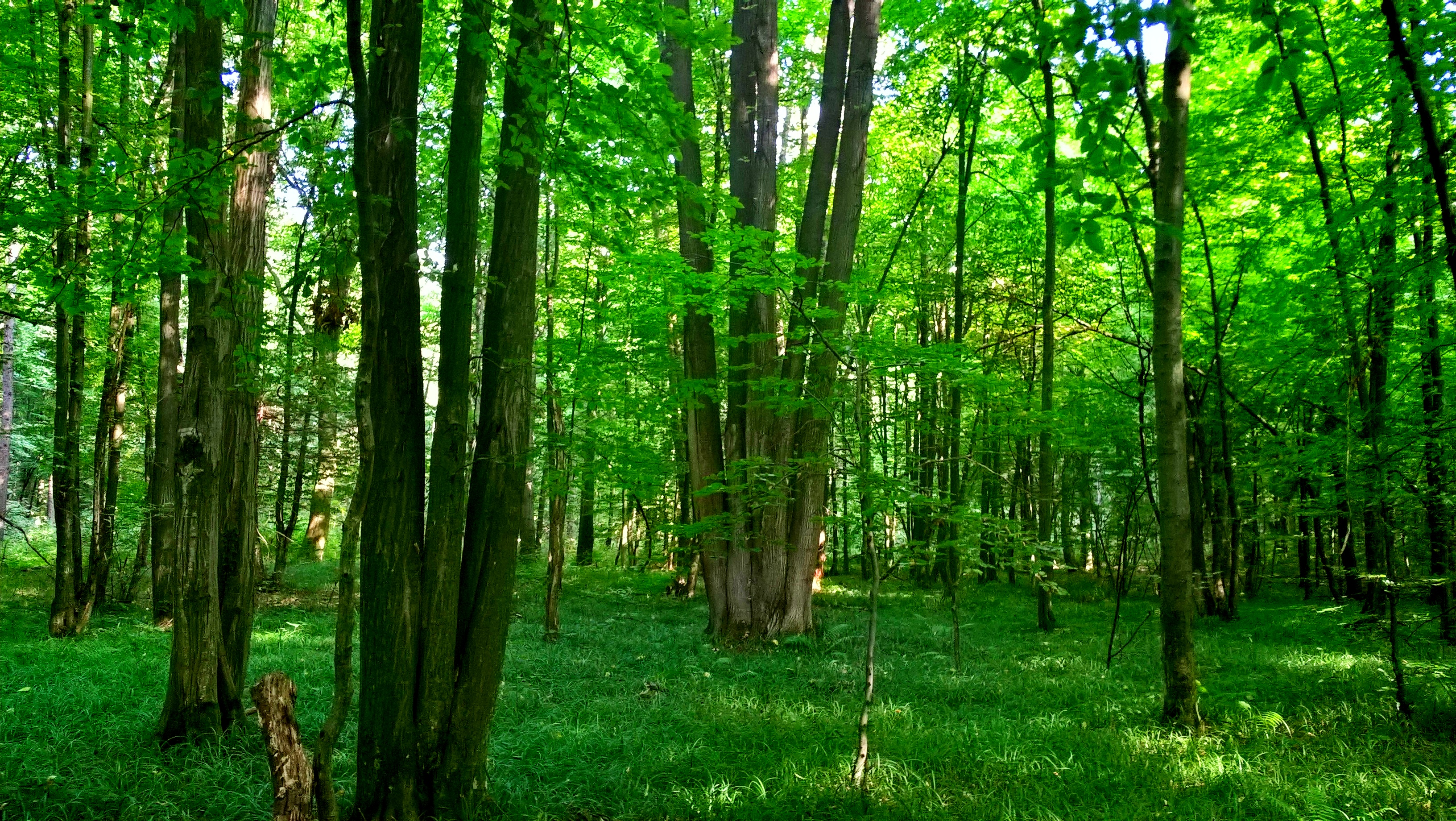
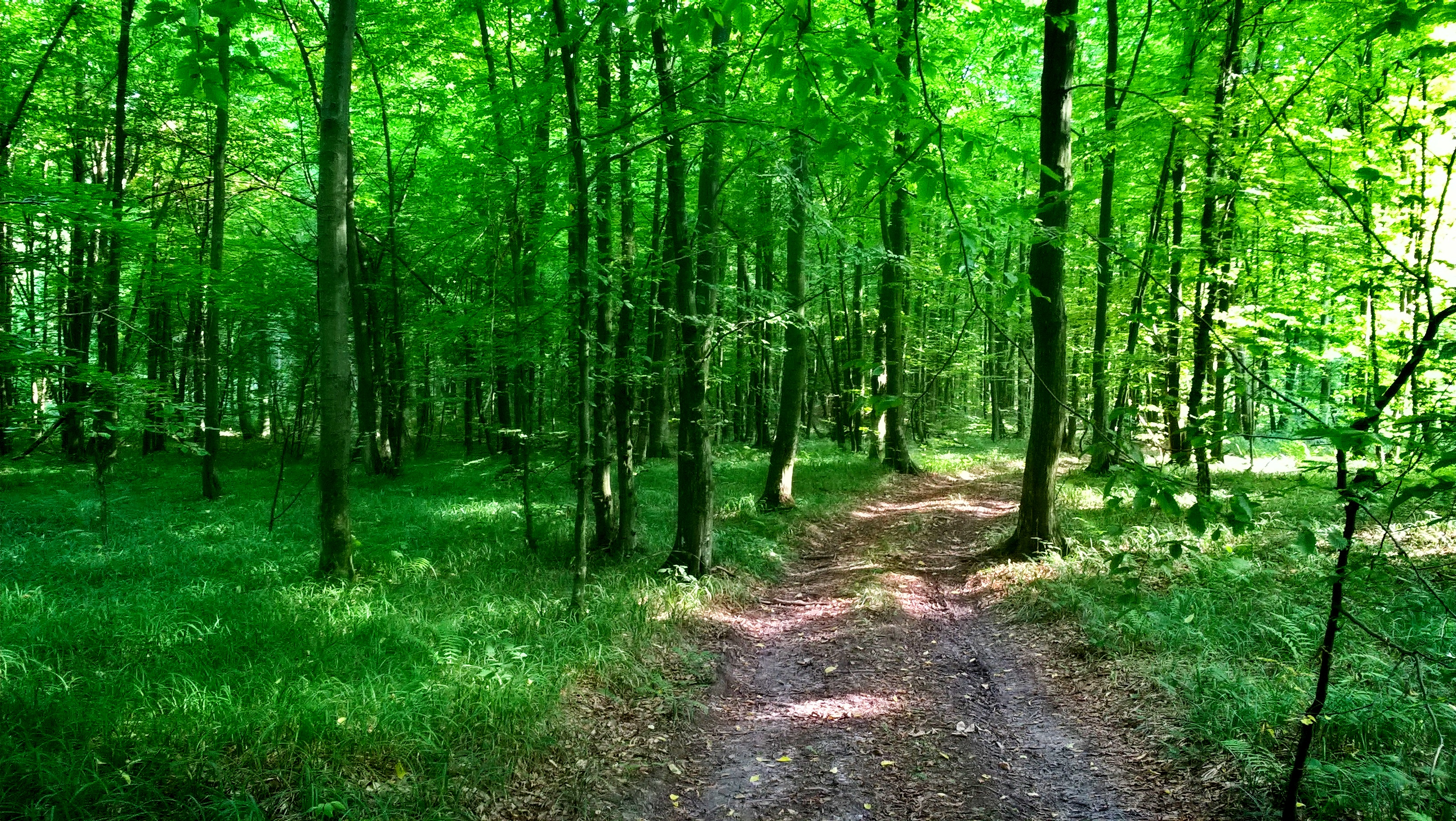
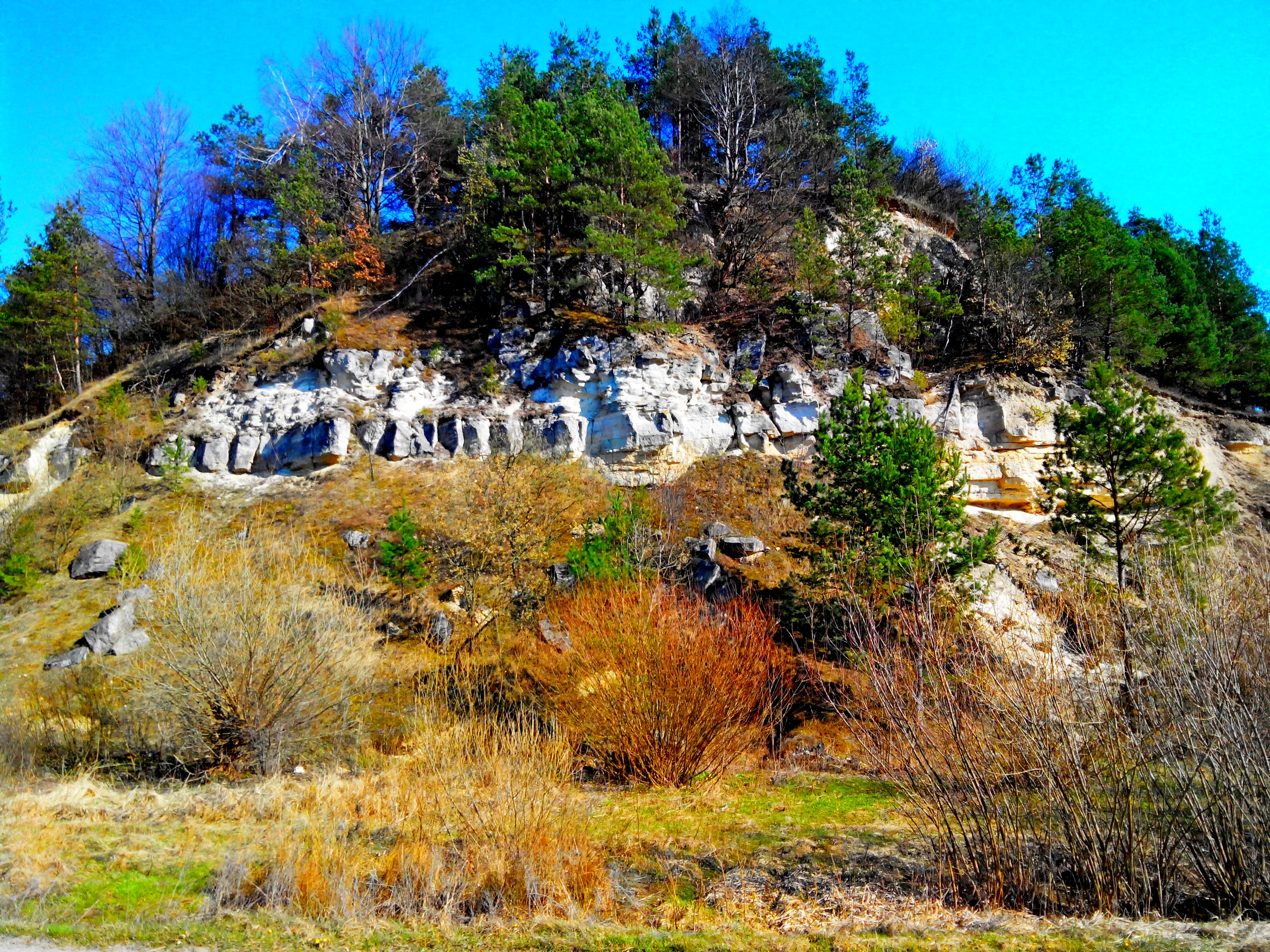